# B&B
B&B, nombre que surge de las siglas de Bella y Bestia, es una serie de televisión argentina, de género humorístico, con toques de sitcom musical y de comedia romántica, creada y producida por Cris Morena, y protagonizada por  Romina Yan y Damián de Santo, con la participación antagónica de Maximiliano Ghione. Creada durante el 2007, filmada durante ese año y el 2008, fue emitida por la cadena televisiva Telefe.

## Argumento
La historia gira alrededor de "Bella" (Romina Yan) y de "Benny" (Damián De Santo), dos viudos, con tres hijos cada uno, que viven medianera mediante y sus vidas se cruzan accidentalmente. Dicha convivencia forzosa despierta una sucesión de peripecias absurdas, peleas, alianzas, encuentros y desencuentros y, por supuesto, un fulminante romance entre los dos protagonistas, pero también entre sus hijos, condimentado por buena música, la única coincidencia entre los dos seres opuestos.
La serie retoma la exitosa y eficaz "pareja despareja" de Amor mío, también producción de Cris Morena, pero que suma dos toques totalmente opuestos: una gran presencia infantil en el elenco, por un lado y un vocabulario mucho más adulto y zafado, por el otro.
Las grabaciones de ByB comenzaron en septiembre de 2007 en los estudios Ronda de Martínez. Sin embargo, la dupla estuvo ensayando coreografías y todo tipo de ritmos desde febrero de 2007, mucho antes que arrancaran las grabaciones. 

Es que el programa tiene como un código que lo identificará: para cerrar cada episodio habrá un clip musical.
Romina Yan, para Clarín

Las grabaciones de la serie fueron acompañadas por las del disco, cuyos temas son interpretados por Romina Yan y Damián de Santo, con participación del elenco.
Los derechos del formato fueron adquiridos, al igual que con Amor mío y Casi ángeles, por la cadena mexicana Televisa, y se espera que comiencen las filmaciones de la adaptación, que se llevaran a cabo en la Argentina.

## Elenco y personajes

### Principal
- Romina Yan como Bellarmina «Bella» Fontainebleau: es una bailarina, prolija y sumamente aplicada, culta, fina y amante de la música clásica y el arte que, además, es madre de tres varones, de cuyo padre enviudó. El día en el que logró tener su gran oportunidad para convertirse en primera bailarina -con Hernán Piquín-, Benny sin querer la deja fuera de carrera por tirarla por las escaleras del Gran Rex, lo que le costará una lesión irreversible a ella.
- Damián de Santo como Benito «Benny» Cifaratti: es un músico roquero, tosco, hippie ordinario, maleducado y roñoso a los ojos prístinos de Bella, quien lo apoda Bestia por su comportamiento.
- Maximiliano Ghione como Torcuato: mejor amigo del difunto marido de Bella y profundamente enamorado en secreto de ella. La ayuda con la crianza de sus tres hijos.
- Mercedes Funes como Lady Silveyra Feliciano Melgarejo Gamarra Ceferina: empleada doméstica oriunda de Paraguay que trabaja para Bella y se comporta de manera desinhibida, espontánea y divertida.
- Susana Ortiz como Olga Páez: empleada doméstica de la familia Cifaratti.
- Pablo Razuk como Lucas: abogado y mejor amigo de Benito.
- Juan Manuel Rodil como el Turco: primo de Lucas y rockero. Tiene una relación con Rosa a escondidas de Benito
- Bárbara Napal como Lila Cifaratti: hija del medio de Benito, es desprolija, alocada, apasionada del rock, pero también es la más terrorífica y la de peor comportamiento. Está muy enamorada de Amadeo.
- Guido Pennelli como Juanse Fontainebleau: hijo del medio de Bella, es responsable, da órdenes todo el tiempo, no puede ver nada desordenado o sucio, es  inteligente y hace todo lo que le dice la madre a la perfección. Está enamorado de Lila.
- Daiana Liparoti como Rosa Cifaratti: la hija mayor de Benito, es como una madre para sus dos hermanas, se encarga de las compras y de las tareas de la casa. Está de novia con un chico más grande que ella, El turco.
- Jaime Domínguez como Amadeo Fontainebleau: el hijo mayor de Bella, es organizado, muy prolijo, desobediente, le gusta el rock y el heavy metal pero lo oculta. Está enamorado de Lila.
- Lola Álvarez como Azul Cifaratti: la hija menor de Benito, tuvo problemas cuando su madre murió y quedó muda. Es superdotada, llora en silencio, es muy caprichosa y ama a su padre.
- Marcio Mansilla como Franz Fontainebleau: hijo menor de Bella, es tierno, dulce, enamoradizo, inteligente y prolijo, aunque es el más pícaro de los tres. Es el que más extraña a su difunto padre.
- Lucrecia Blanco como Elisa: amiga de Benito, con quién mantiene una relación casual sin mucho compromiso.
- Graciela Pal como Georgina «George»: la madre Bella, es muy sobreprotectora con sus nietos y tiene una relación amorosa con una mujer llamada Fátima.

### Secundario
- Verónica Pelaccini como Ruth
- Bárbara Pagés como Nube
- Ximena Rijel como Barbie
- Lucas Ferraro como Martín

### Participaciones
- Hernán Piquín como Él mismo
- Carlos Kaspar como Roque
- Guido D’Albo como Mauricio
- Diego Jaraz como Maximiliano
- Pochi Ducasse como Srta. Johnson
- Mario Alarcón como Músico
- Nicolás Pauls como Él mismo
- Ernesto Claudio como Dalmiro Albarracín
- Hilda Bernard como la mamá de Torcuato
- Marcelo Mazzarello como novio de Lady
- Daniel Lemes como Dr. Dedovich
- Gustavo Bonfigli como Jeckyll
- Daniela Viaggiamari como Juana
- Osqui Guzmán como Jorge Bonzai
- Adriana Salonia como Paris
- Daniel Miglioranza como Krokus
- María Rosa Fugazot como Nereida
- Mirta Wons como Cristina López
- Matías Desiderio como Pedro
- Noemí Morelli como Gitana
- Viviana Sáez como Teresita
- María Roji como Fátima

## Música
Algunos de los temas originales del programa son:
- Bella y Bestia - Romina Yan - Damián de Santo
- Hoy Todo Cambio - Romina Yan - Damián de Santo
- Mi Bestia Azul - Romina Yan
- Hice Todo Mal - Jaime Domínguez
- Niña Bonita - Daiana Liparoti
- Mr. Señor - Romina Yan
- Este Amor - Romina Yan y Damián de Santo - Jaime Domínguez

## Versiones
En 2008, Televisa México y Antena 3 España compraron el formato original de B&B. Ambas estaban programadas para estrenarse en 2009. Pero las cosas han cambiado y la sexta ha comprado B&B en formato original para emitirlo por las mañanas. Esta última dejó de emitir el día 16/7/09

## Premios

### Nominaciones
- Martín Fierro 2008: Actor protagonista de comedia (Damián de Santo)